# Staromiejszczyzna
Staromiejszczyzna – wieś na Ukrainie w rejonie tarnopolskim należącym do obwodu tarnopolskiego.
Staromiejszczyzna to dawny obszar dworski. 30 grudnia 1880 z południowej części Staromiejszczyzny wyłączono osadę Podwołoczyska a, z której (oraz z osady Zagrobla Zadnieszowska, stanowiącej część obszaru gminy Zadnieszówka) utworzono miasto (na prawach miasteczka) Podwołoczyska.
W II Rzeczypospolitej stacjonowały tu jednostki graniczne Wojska Polskiego: we wrześniu 1921 w Staromiejszczyźnie wystawiła placówkę 2 kompania 23 batalionu celnego, a od 1924 w miejscowości stacjonowała strażnica KOP „Staromiejszczyzna”.
Do 2020 w rejonie podwołoczyskim.